# ガイウス・ユリウス・ウィンデクス
ガイウス・ユリウス・ウィンデクス（Gaius Julius Vindex, ? - 68年）は、古代ローマ・ユリウス＝クラウディウス朝末期の人物。ガリア・ルグドゥネンシス属州総督。四皇帝の年の原因となる、ローマ皇帝ネロに対する反乱を企てた人物。
ウィンデクスの家族はクラウディウスの治世に元老院議員として迎え入れられたガリア・アクィタニアのガリア人の家系である。カッシウス・ディオによれば、彼は肉体的にも知性にも優れ軍務にも精通していたが、野心もまた大きかったと言う。
68年にネロに対して反乱を起こし、支持を受けるためにガルバを皇帝に擁立しようとするが、上ゲルマニアの総督であったルキウス・ウェルギニウス・ルフスによって反乱は制圧され、ウィンデクスも殺された。